# 브렌트퍼드 FC
브렌트포드 FC(영어: Brentford Football Club)는 잉글랜드 런던 하운즐로구 브렌트퍼드 지역을 연고로 하는 축구 클럽이다. 
2020-21 시즌 챔피언십 승격 플레이오프 결승에서 스완지 시티를 2-0으로 누르고 1946-47 시즌 강등 이후로 75년만에 1부 리그로 승격하였다. 그렇게 75년만에 올라온 프리미어리그 2021-22 시즌 1라운드에서 아스널을 홈경기로 만나 2-0으로 누르고 역사적인 승리를 거두었다.

## 역대 성적
- 프리미어리그
  - 5위: 1935-36
- 풋볼 리그 챔피언십(2부 리그)
  - 우승 (1): 1934-35
- 풋볼 리그 1(3부 리그)
  - 우승 (2): 1932-33, 1991-92
- 풋볼 리그 2(4부 리그)
  - 우승 (3): 1962-63, 1998-99, 2008-09
- FA컵
  - 4강: 1937-38, 1945-46, 1948-49, 1988-89
- 풋볼 리그 컵
  - 4라운드: 1982-83, 2010-11
  - 4강: 2020-21
- 풋볼 리그 트로피
  - 준우승: 1984-85, 2000-01, 2010-11

## 선수

### 현재 선수 명단
2024년 8월 30일 기준
참고: FIFA 자격 규정에 따라 소속된 국가대표팀 국기를 표시합니다. 선수는 복수의 FIFA 비회원국 국적을 가지고 있을 수 있습니다.
| 번호 | 포지션 | 국적             | 이름                       |
| ---- | ------ | ---------------- | -------------------------- |
| 1    | GK     |                  | 마르크 플레컨              |
| 2    | DF     | 스코틀랜드       | 에런 히키                  |
| 3    | DF     | 잉글랜드         | 리코 헨리                  |
| 4    | DF     |                  | 세프 판 덴 베르흐          |
| 5    | DF     | 자메이카         | 에단 피노크                |
| 6    | MF     |                  | 크리스티안 뇌르고르 (주장) |
| 7    | FW     |                  | 케빈 샤데                  |
| 8    | MF     |                  | 마티아스 옌센              |
| 9    | FW     |                  | 이고르 치아구              |
| 10   | MF     | 잉글랜드         | 조쉬 다실바                |
| 11   | FW     | 콩고 민주 공화국 | 요안 위사                  |
| 12   | GK     | 아이슬란드       | 하콘 발디마르손            |
| 13   | GK     | 잉글랜드         | 매슈 콕스                  |
| 14   | MF     | 포르투갈         | 파비우 카르발류            |
| 16   | DF     | 잉글랜드         | 벤 미                      |

| 번호 | 포지션 | 국적       | 이름                |
| ---- | ------ | ---------- | ------------------- |
| 18   | MF     | 우크라이나 | 예호르 야르몰류크   |
| 20   | DF     |            | 크리스토페르 아예르 |
| 21   | DF     | 잉글랜드   | 제이든 마그호마     |
| 22   | DF     | 아일랜드   | 네이선 콜린스       |
| 23   | FW     | 잉글랜드   | 킨 루이스포터       |
| 24   | MF     |            | 미켈 담스고르       |
| 26   | MF     | 튀르키예   | 유누스 엠레 코나크  |
| 27   | MF     |            | 비탈리 야넬트       |
| 28   | MF     | 잉글랜드   | 라이언 트레빗       |
| 30   | DF     |            | 마스 뢰르슬레우     |
| 32   | MF     | 잉글랜드   | 패리스 마그호마     |
| 36   | DF     |            | 김지수              |
| 39   | FW     |            | 구스타부 누네스     |

### 임대 선수 명단
참고: FIFA 자격 규정에 따라 소속된 국가대표팀 국기를 표시합니다. 선수는 복수의 FIFA 비회원국 국적을 가지고 있을 수 있습니다.
| 번호 | 포지션 | 국적       | 이름                                       |
| ---- | ------ | ---------- | ------------------------------------------ |
| 15   | MF     | 나이지리아 | 프랭크 오니에카 (FC 아우크스부르크로 임대) |
| 25   | MF     | 잉글랜드   | 마일스 퍼트해리스 (스완지 시티로 임대)     |
| —    | GK     | 잉글랜드   | 엘러리 발콤 (세인트 미렌으로 임대)         |

| 번호 | 포지션 | 국적     | 이름                                       |
| ---- | ------ | -------- | ------------------------------------------ |
| —    | GK     | 잉글랜드 | 벤 윈터바텀 (파일드로 임대)                |
| —    | DF     |          | 트리스탕 크라마 (엑서터 시티로 임대)       |
| —    | FW     | 잉글랜드 | 마이클 올라키그베 (위건 애슬레틱으로 임대) |

## 역대 감독
| 감독        | 임기        |
| ----------- | ----------- |
| 스티브 코펠 | 2001 ~ 2002 |
| 딘 스미스   | 2015 ~ 2018 |